# Ancemont
Ancemont est une commune française située dans le département de la Meuse, en région Grand Est.

## Géographie

### Situation
Le village d'Ancemont est bâti sur la rive gauche de la Meuse, au débouché du vallon du Billonneau.

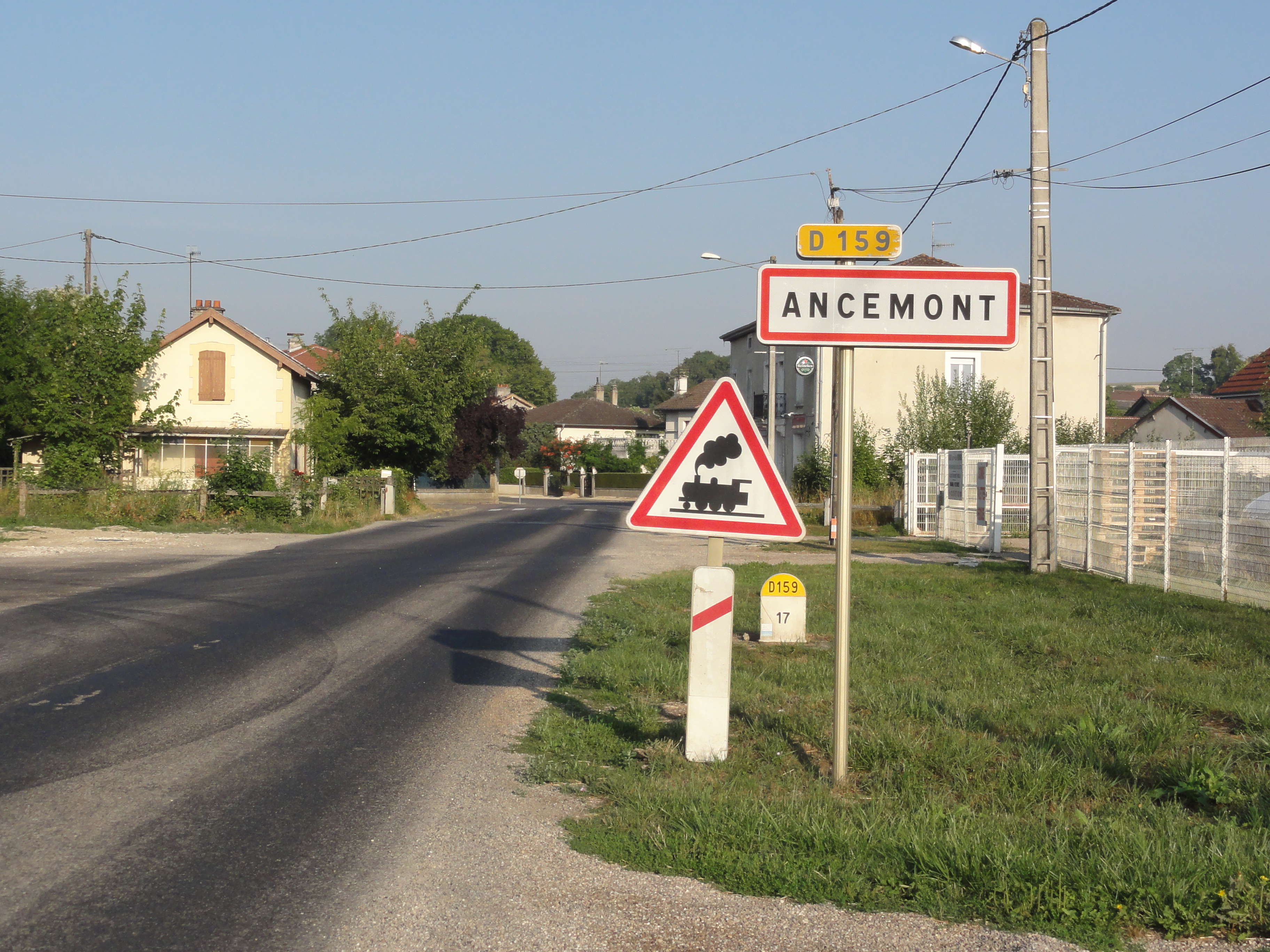
Entrée d'Ancemont.

#### Communes limitrophes
| Dugny-sur-Meuse        | Dugny-sur-Meuse | Sommedieue      |
| Dugny-sur-Meuse        | Ancemont        | Dieue-sur-Meuse |
| Senoncourt-les-Maujouy | Les Monthairons | Les Monthairons |

### Hydrographie
La commune est dans le bassin versant de la Meuse au sein du bassin Rhin-Meuse. Elle est drainée par le ruisseau de Billonneau,.

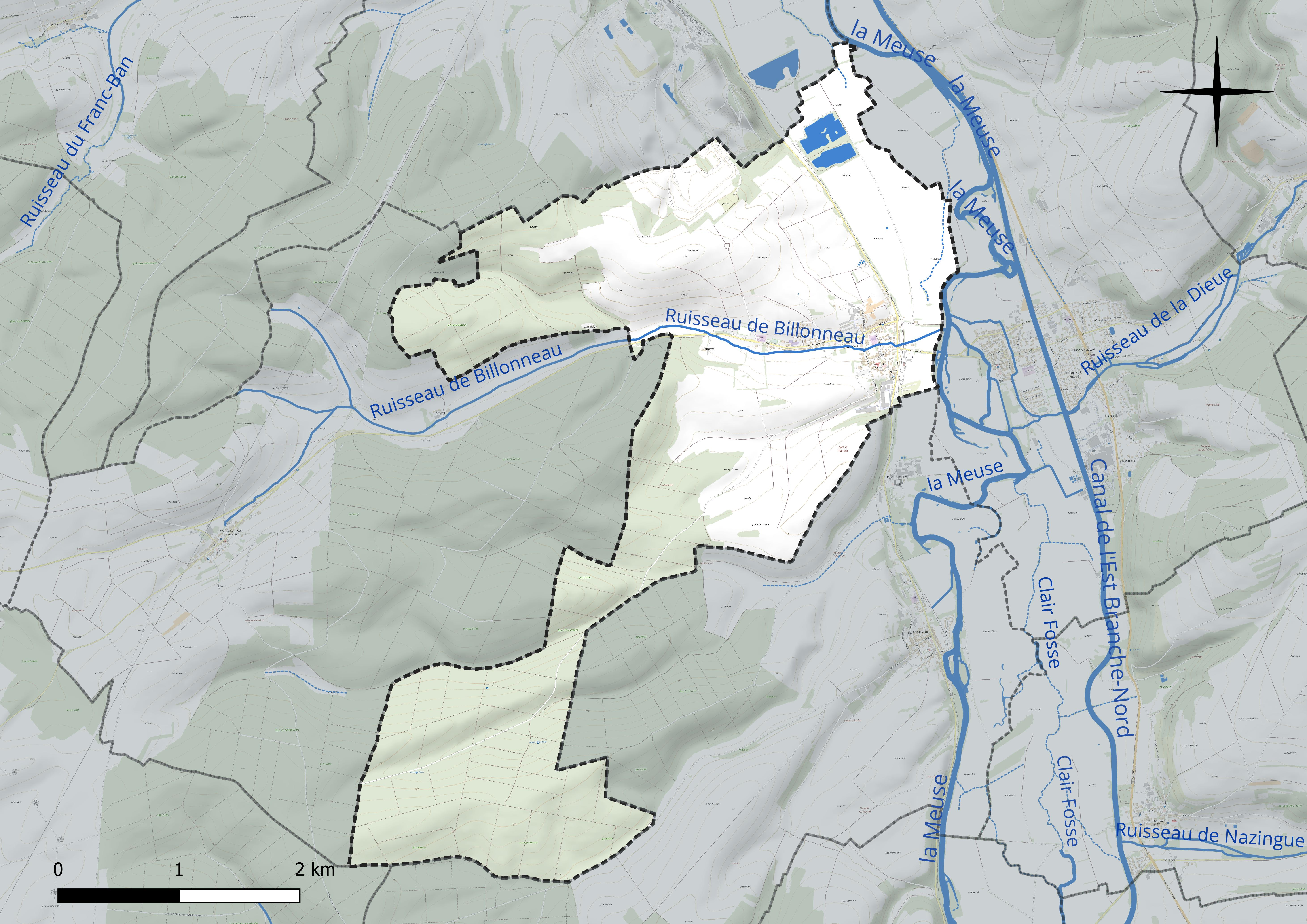
Réseau hydrographique d'Ancemont.

### Climat
Pour des articles plus généraux, voir Climat du Grand Est et Climat de la Meuse.
En 2010, le climat de la commune est de type climat de montagne, selon une étude du Centre national de la recherche scientifique s'appuyant sur une série de données couvrant la période 1971-2000. En 2020, Météo-France publie une typologie des climats de la France métropolitaine dans laquelle la commune est exposée à un climat océanique altéré et est dans la région climatique Lorraine, plateau de Langres, Morvan, caractérisée par un hiver rude (1,5 °C), des vents modérés et des brouillards fréquents en automne et hiver.
Pour la période 1971-2000, la température annuelle moyenne est de 9,7 °C, avec une amplitude thermique annuelle de 16,1 °C. Le cumul annuel moyen de précipitations est de 950 mm, avec 13,7 jours de précipitations en janvier et 9,4 jours en juillet. Pour la période 1991-2020, la température moyenne annuelle observée sur la station météorologique de Météo-France la plus proche, « Bonzée_sapc », sur la commune de Bonzée à 14 km à vol d'oiseau, est de 10,6 °C et le cumul annuel moyen de précipitations est de 783,7 mm. 
La température maximale relevée sur cette station est de 40,6 °C, atteinte le 24 juillet 2019 ; la température minimale est de −17,3 °C, atteinte le 7 février 2012,,.
Les paramètres climatiques de la commune ont été estimés pour le milieu du siècle (2041-2070) selon différents scénarios d'émission de gaz à effet de serre à partir des nouvelles projections climatiques de référence DRIAS-2020. Ils sont consultables sur un site dédié publié par Météo-France en novembre 2022.

## Urbanisme

### Typologie
Au 1er janvier 2024, Ancemont est catégorisée bourg rural, selon la nouvelle grille communale de densité à sept niveaux définie par l'Insee en 2022.
Elle est située hors unité urbaine. Par ailleurs la commune fait partie de l'aire d'attraction de Verdun, dont elle est une commune de la couronne,. Cette aire, qui regroupe 103 communes, est catégorisée dans les aires de moins de 50 000 habitants,.

### Occupation des sols
L'occupation des sols de la commune, telle qu'elle ressort de la base de données européenne d’occupation biophysique des sols Corine Land Cover (CLC), est marquée par l'importance des forêts et milieux semi-naturels (46,4 % en 2018), en diminution par rapport à 1990 (47,8 %). La répartition détaillée en 2018 est la suivante : 
forêts (46,4 %), terres arables (33,5 %), prairies (12,6 %), mines, décharges et chantiers (3,9 %), zones urbanisées (3,5 %). L'évolution de l’occupation des sols de la commune et de ses infrastructures peut être observée sur les différentes représentations cartographiques du territoire : la carte de Cassini (XVIIIe siècle), la carte d'état-major (1820-1866) et les cartes ou photos aériennes de l'IGN pour la période actuelle (1950 à aujourd'hui).

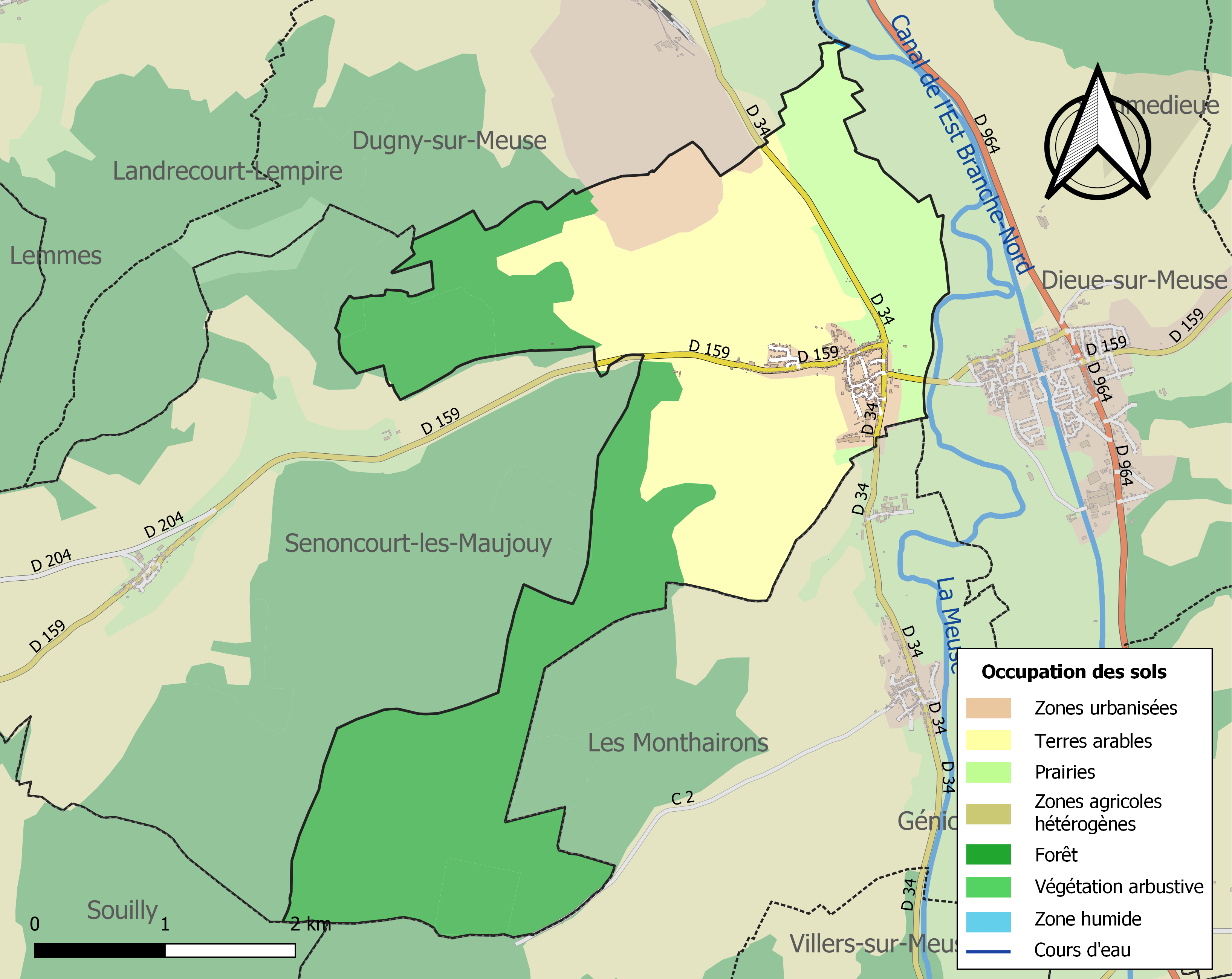
Carte des infrastructures et de l'occupation des sols de la commune en 2018 (CLC).

## Toponymie
Le nom de la localité est attesté sous sa forme actuelle, Ancemont en 1370, sous les formes Axemont en 1388, Ancelmont en 1642.

## Politique et administration
| Période                                  | Période   | Identité                                                 | Étiquette | Qualité                       |
| ---------------------------------------- | --------- | -------------------------------------------------------- | --------- | ----------------------------- |
| Les données manquantes sont à compléter. |           |                                                          |           |                               |
| avant 1988                               | ?         | Jean Gueusquin                                           |           |                               |
| mars 2001                                | mars 2008 | Lyne Rousseau                                            |           |                               |
| mars 2008                                | mars 2015 | Dominique Jéronne                                        |           |                               |
| mars 2015                                | En cours  | Catherine Collinet-Jung, Réélue pour le mandat 2020-2026 | DVG       | Cadre de la fonction publique |

## Population et société

### Démographie
Les habitants sont nommés les Ancemontois.

L'évolution du nombre d'habitants est connue à travers les recensements de la population effectués dans la commune depuis 1793. Pour les communes de moins de 10 000 habitants, une enquête de recensement portant sur toute la population est réalisée tous les cinq ans, les populations de référence des années intermédiaires étant quant à elles estimées par interpolation ou extrapolation. Pour la commune, le premier recensement exhaustif entrant dans le cadre du nouveau dispositif a été réalisé en 2008.

En 2022, la commune comptait 525 habitants, en évolution de −6,58 % par rapport à 2016 (Meuse : −4,4 %, France hors Mayotte : +2,11 %).
| 1793 | 1800 | 1806 | 1821 | 1831 | 1836 | 1841 | 1846 | 1851 |
| ---- | ---- | ---- | ---- | ---- | ---- | ---- | ---- | ---- |
| 400  | 488  | 508  | 493  | 548  | 574  | 593  | 583  | 562  |

| 1856 | 1861 | 1866 | 1872 | 1876 | 1881 | 1886 | 1891 | 1896 |
| ---- | ---- | ---- | ---- | ---- | ---- | ---- | ---- | ---- |
| 544  | 526  | 529  | 505  | 531  | 526  | 502  | 479  | 489  |

| 1901 | 1906 | 1911 | 1921 | 1926 | 1931 | 1936 | 1946 | 1954 |
| ---- | ---- | ---- | ---- | ---- | ---- | ---- | ---- | ---- |
| 502  | 496  | 490  | 403  | 517  | 504  | 493  | 468  | 571  |

| 1962 | 1968 | 1975 | 1982 | 1990 | 1999 | 2006 | 2008 | 2013 |
| ---- | ---- | ---- | ---- | ---- | ---- | ---- | ---- | ---- |
| 539  | 586  | 615  | 635  | 654  | 591  | 571  | 566  | 596  |

| 2018 | 2022 | - | - | - | - | - | - | - |
| ---- | ---- | - | - | - | - | - | - | - |
| 539  | 525  | - | - | - | - | - | - | - |

## Économie

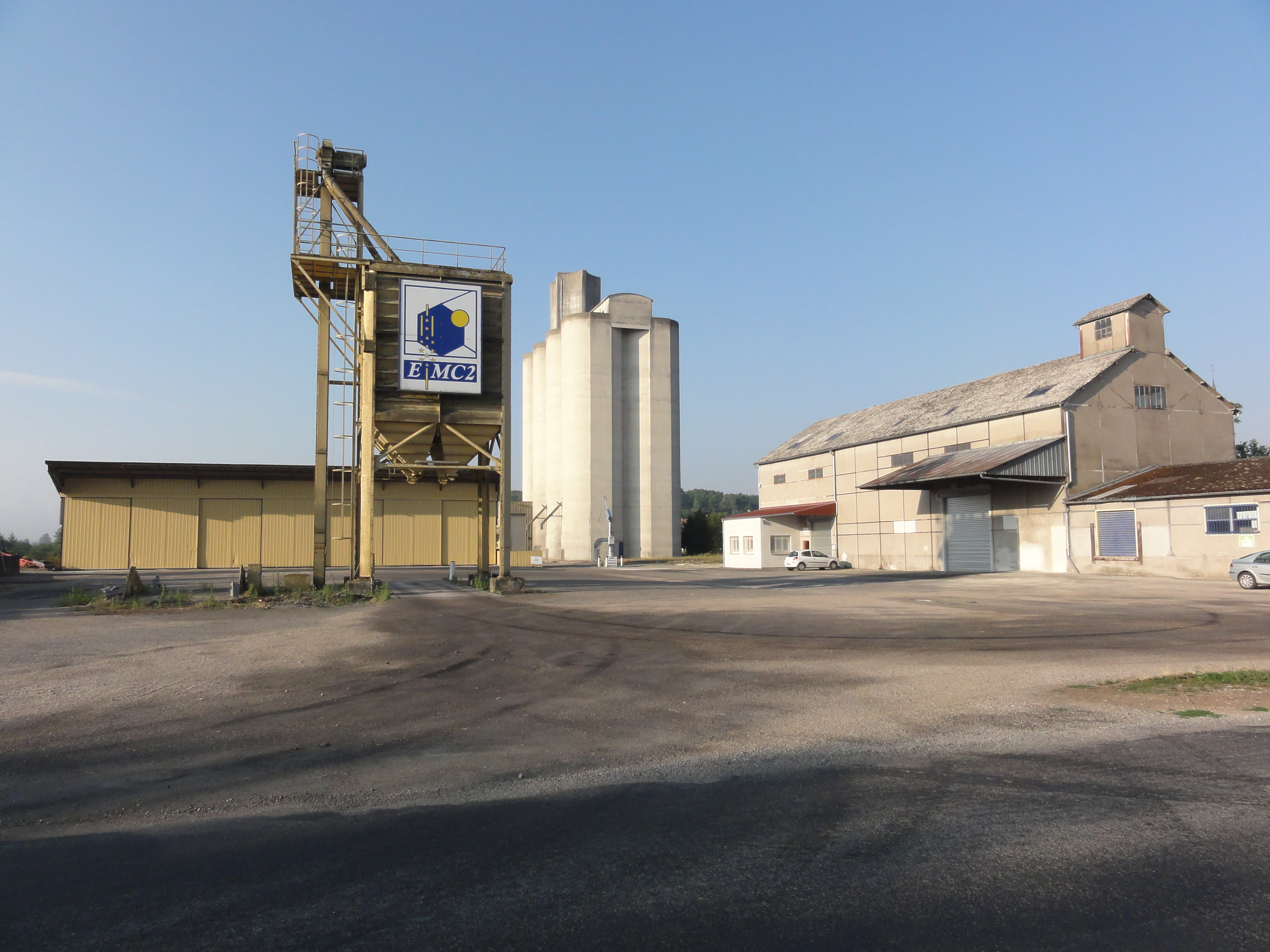
Silo d'EMC2.

## Enseignement
Ancemont tombe sous l'académie de Nancy-Metz.
- Une école maternelle et élémentaire.
- Collège Louis de Broglie

L'aile centrale de la mairie est flanquée par les anciennes écoles des filles et école des garçons, maintenant intégrées dans la mairie. 

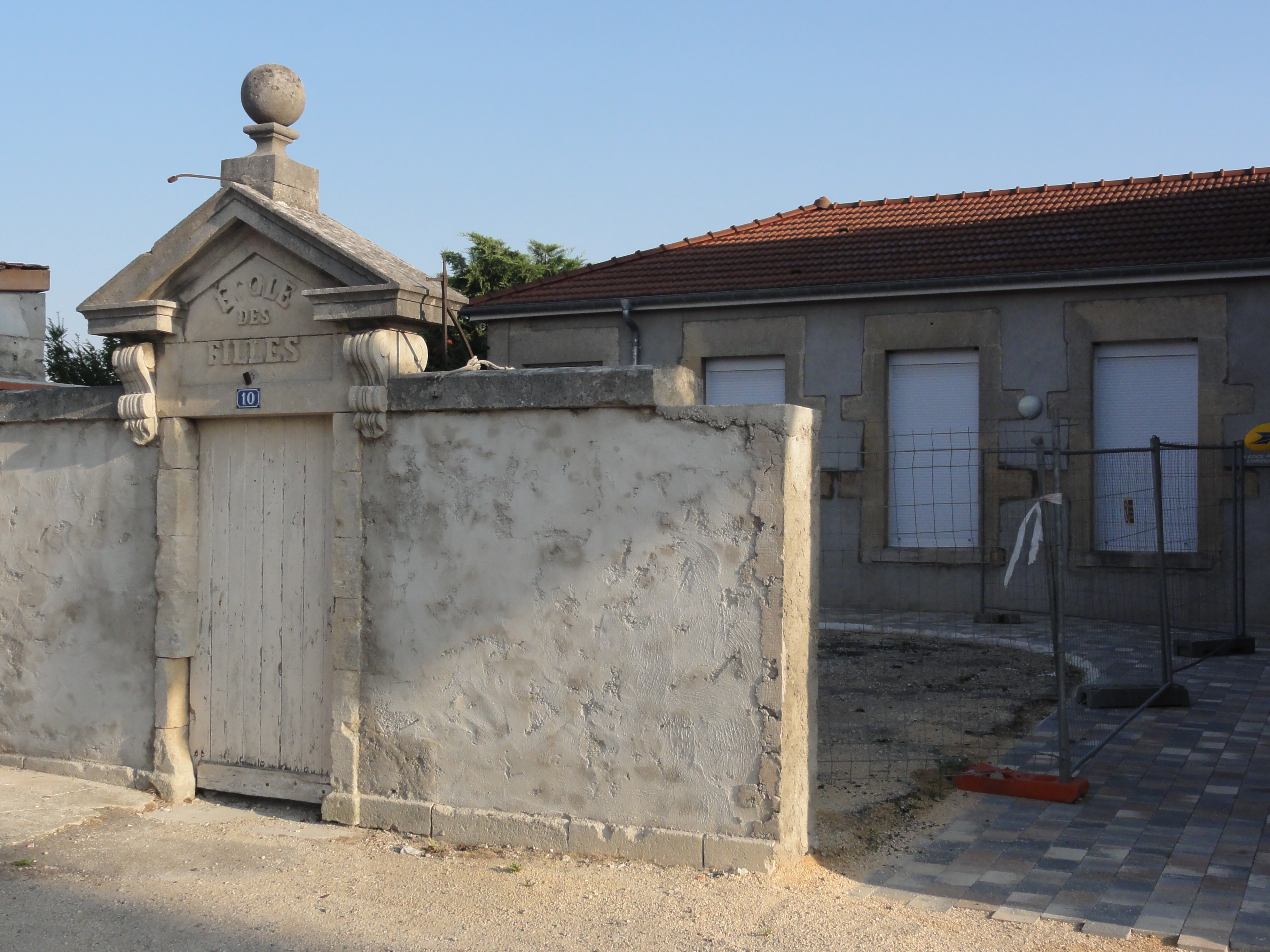
Ancienne école des filles.
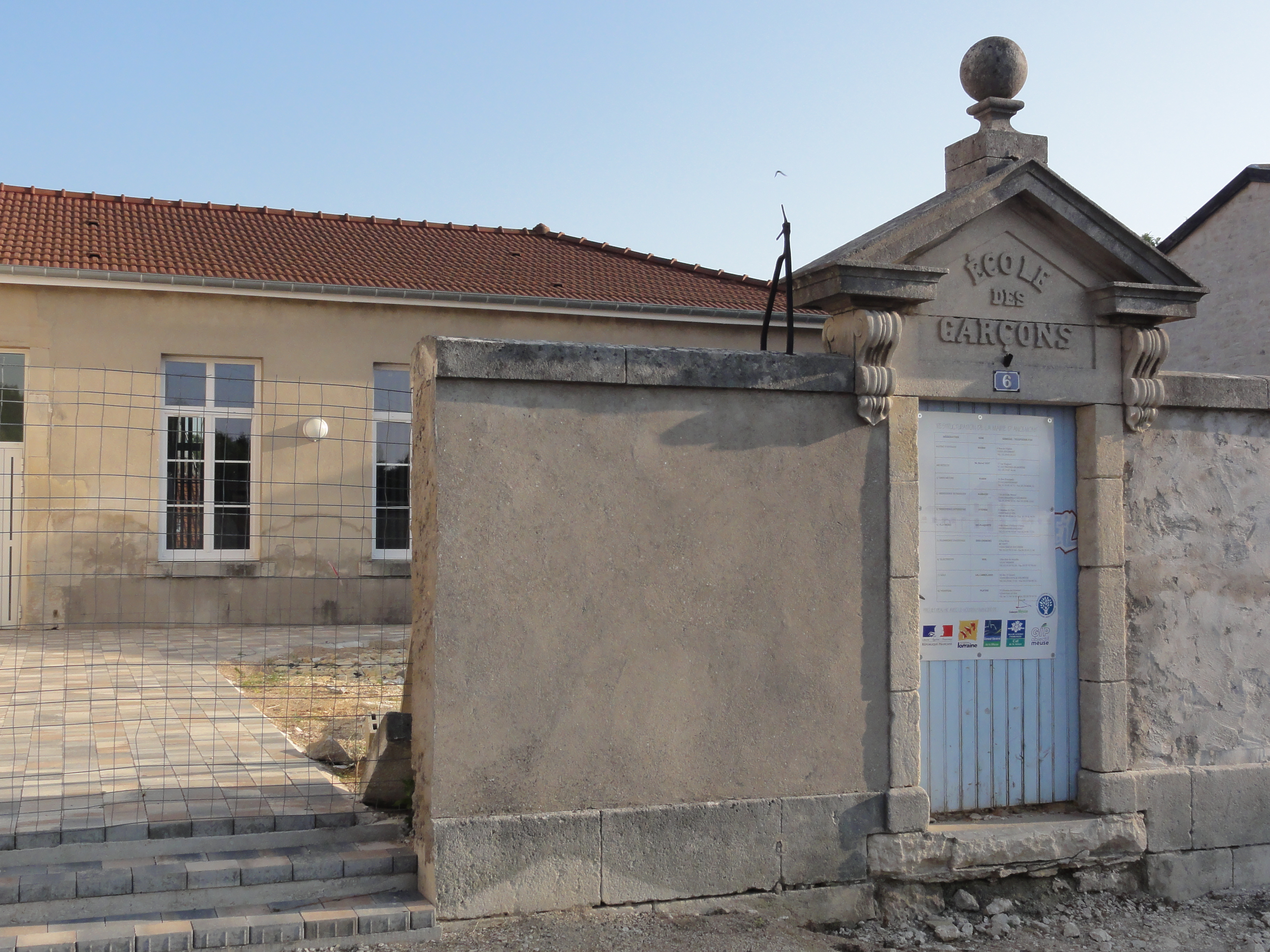
Ancienne école des garçons.

## Culture locale et patrimoine

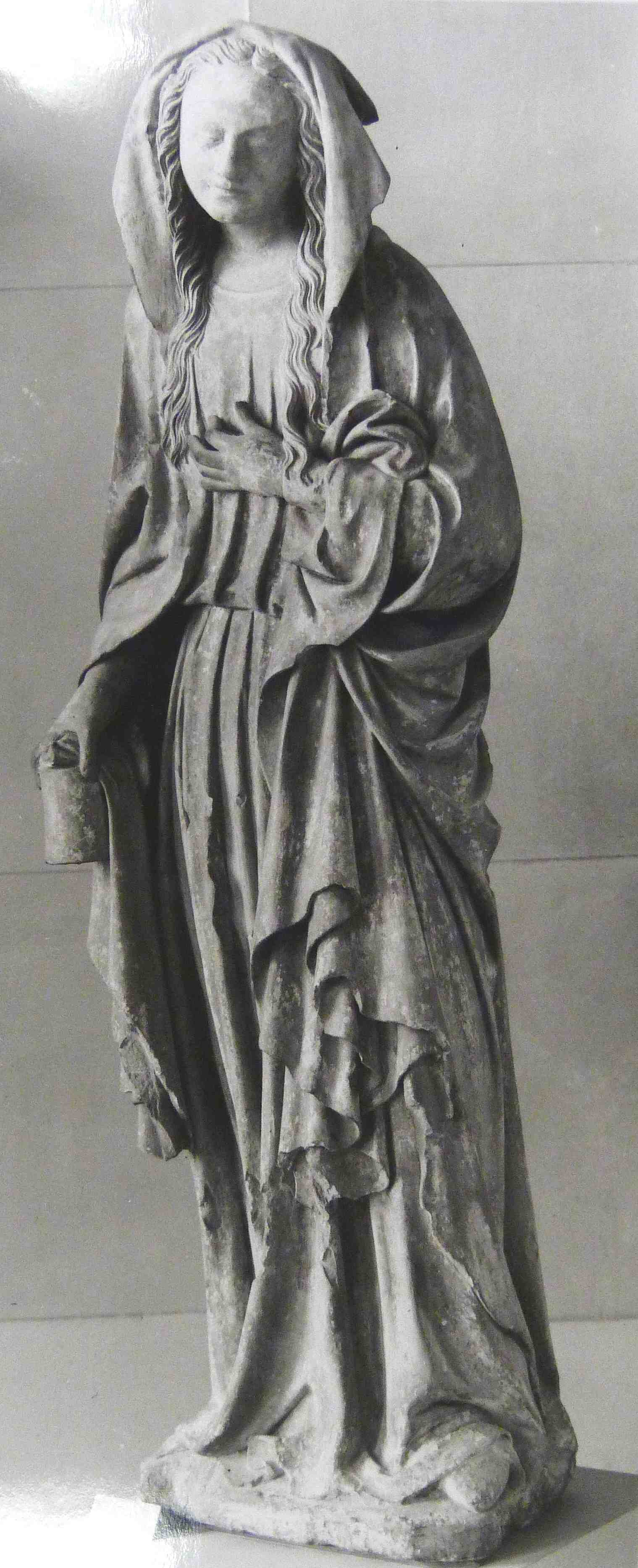
La Madeleine d'Ancemont, 1er tier du XVe siècle. Aujourd'hui au musée du Louvre

### Lieux et monuments
Ancemont possède un monument aux morts, situé à droite à l’entrée de l’église. 
- Église de la Décollation-de-Saint-Jean-Baptiste d'Ancemont, de style néo-gothique, construite en 1855.
- La chapelle et l'ancien ermitage de Saint-Marcel sont situés à 2 km du village ; la chapelle desservie autrefois par des capucins, existe encore. C'était un lieu de pèlerinage, aujourd'hui peu fréquenté.
- Le château de la Lance.
- Le château de Labessière, construit vers le milieu du XVIIIe siècle.
- Calvaire.

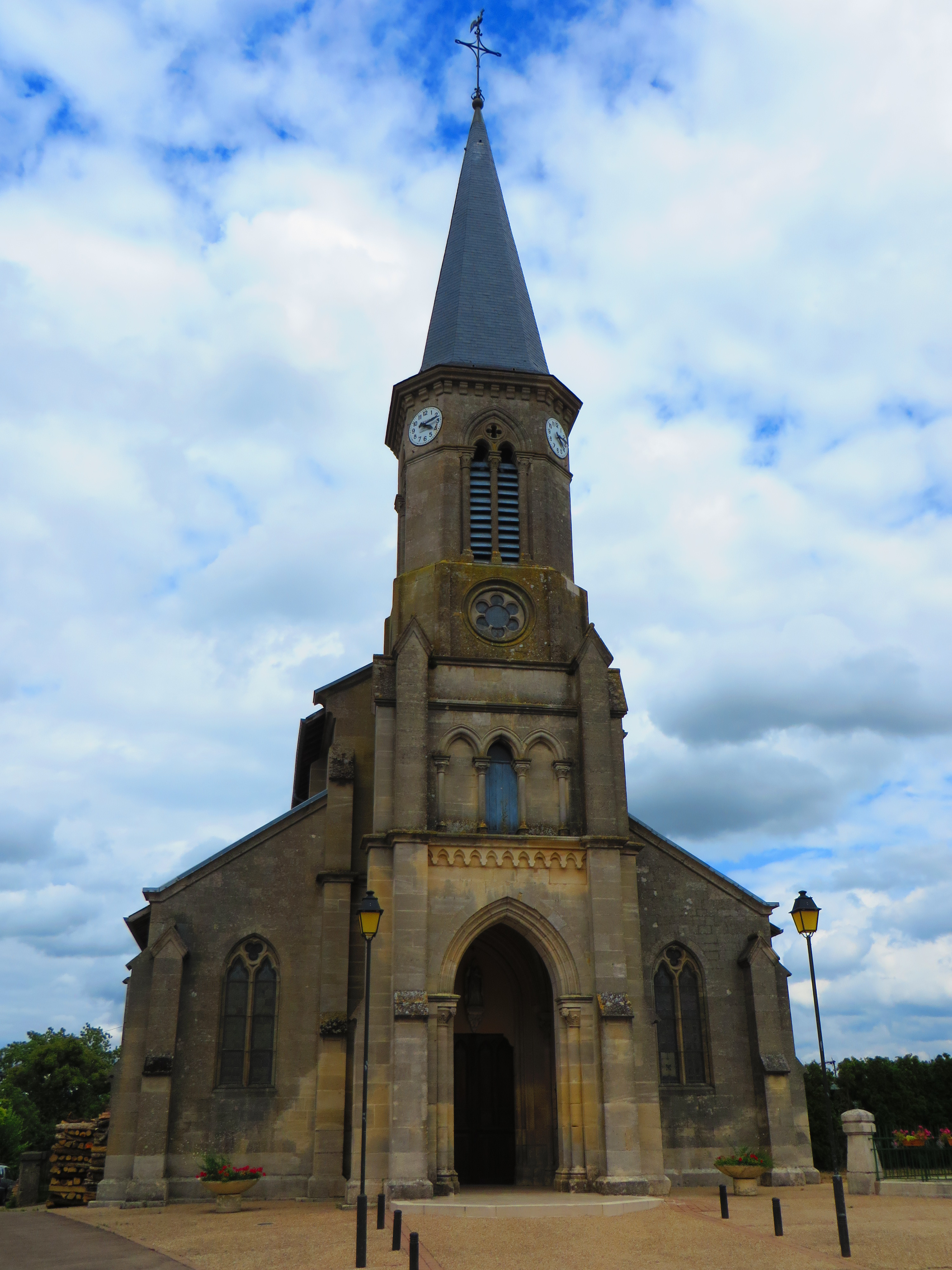
Église Saint-Jean-Baptiste.
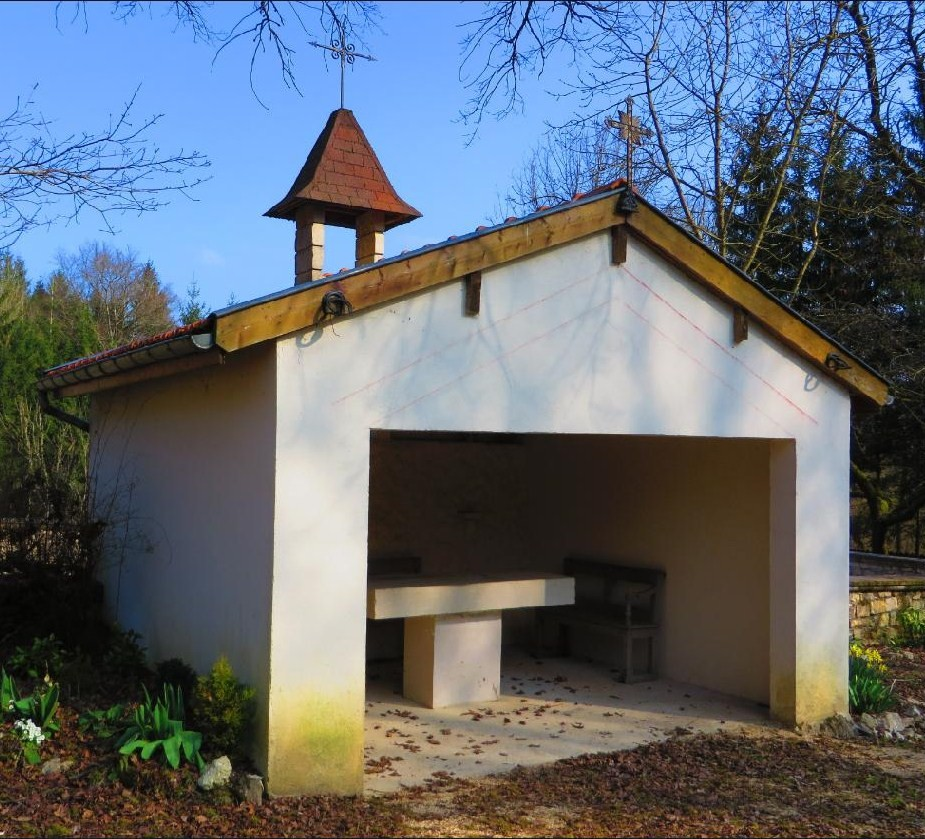
Chapelle Saint-Marcel.
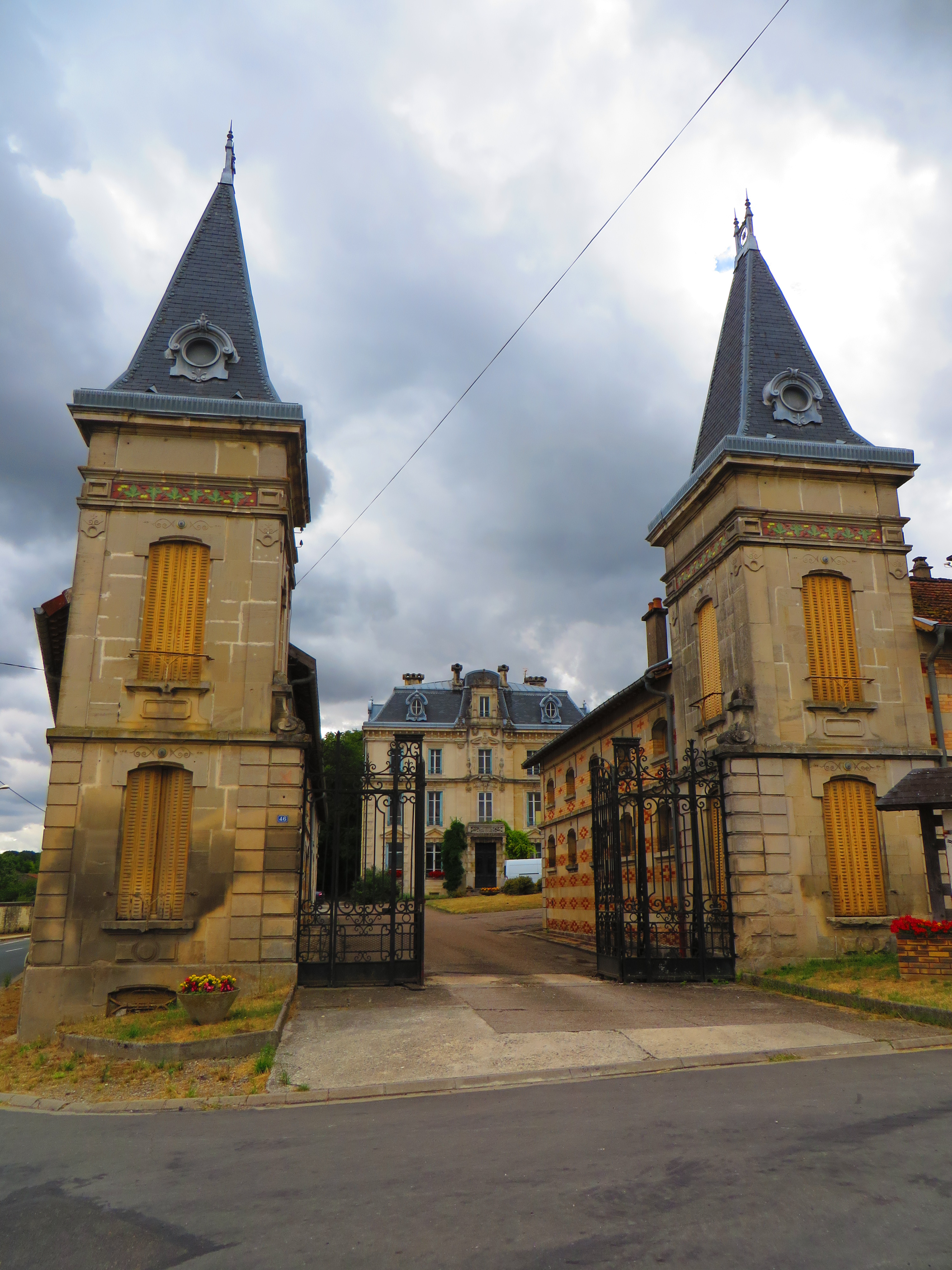
Le château de la Lance.

### Personnalités liées à la commune
- Robert Desgabets, métaphysicien du XVIIe siècle, est né à Ancemont. En 1658, il essayait la transfusion du sang, dont les Anglais revendiquent la découverte, bien qu'ils n'en aient commencé les expériences qu'en 1664. Ce savant bénédictin est mort au prieuré de Breuil à Commercy, en 1678.

### Héraldique
| Blason de Ancemont | Blason  | D'or à la cépée arrachée de chêne de sinople, de cinq troncs, englantée d'argent, accostée de deux gouttes de gueules et surmontant un mont de sinople chargé d'une anse de panier d'argent, les deux issant de la pointe ; au chef de gueules chargé de deux têtes de lion d'or affrontées. |
| Blason de Ancemont | Détails | Création Robert André Louis et Dominique Lacorde, adoptée le 23 septembre 2016. |